# Chimie verte
 (février 2021).
Si vous disposez d'ouvrages ou d'articles de référence ou si vous connaissez des sites web de qualité traitant du thème abordé ici, merci de compléter l'article en donnant les références utiles à sa vérifiabilité et en les liant à la section « Notes et références ».
La chimie verte, appelée aussi chimie durable ou chimie écologique ou chimie renouvelable, prévoit la mise en œuvre de principes pour réduire et éliminer l'usage ou la génération de substances néfastes pour l'environnement. Ceci doit se faire par de nouveaux produits (agroressources, ressources renouvelables), procédés chimiques et des voies de synthèses « propres », c'est-à-dire respectueuses de l'environnement. Désormais, le développement de la chimie industrielle, issu des dérivés hydrocarburés selon un paradigme hérité du XXe siècle, doit intégrer les objectifs que la gouvernance environnementale a identifié dans ses aspects économiques et de préservation de la santé humaine. Cela concerne notamment le nombre croissant de pathologies : maladie d'Alzheimer, cancer, diabètes.
Un de ces enjeux consiste à juguler la production massive de neurotoxiques cancérogènes tels le bisphénol A, le phosgène (polycarbonates et polyuréthanes), les perturbateurs endocriniens et les substances classées CMR issues de la pétrochimie.

## Généralités et histoire
Lancé au début des années 1990, ce concept est introduit en 1998 par les chimistes américains Paul Anastas et John C. Warner, appartenant à l'EPA (United States Environmental Protection Agency).
La chimie verte, aussi appelée la chimie renouvelable, est une philosophie de la recherche chimique et du génie chimique qui encourage la conception des produits et des processus chimiques qui diminuent l'utilisation et la production de substances dangereuses. Tandis que l'écologie est la chimie de l'environnement naturel, s'intéressant surtout aux polluants chimiques présents dans la nature, la chimie verte cherche à réduire et à éviter la pollution depuis sa source. En 1990, le Pollution Prevention Act (en) a été voté aux États-Unis. Cet acte a aidé à créer un modus operandi pour s'occuper de la pollution d'une manière originale et innovante. Il a été un grand pas en avant pour prendre au sérieux la chimie verte car il vise à éviter les problèmes écologiques, dus aux dégagements de substances dangereuses, avant même qu'ils ne se passent. C'est donc, en quelque sorte, une prévention.
Comme une philosophie chimique, la chimie verte s'applique à la chimie organique, la chimie inorganique, la biochimie, la chimie analytique et même à la physico-chimie. Bien que la chimie verte semble se concentrer principalement sur les pratiques industrielles, elle peut s'appliquer à diverses applications chimiques. L'objectif est de minimiser, au mieux, le danger et d'augmenter considérablement l'efficacité de certaines pratiques chimiques. Elle se distingue donc de l'écologie pour laquelle les objectifs sont axés sur les phénomènes chimiques dans l'environnement.
En 2005, le chimiste japonais Ryōji Noyori a identifié trois clés pour favoriser le développement de la chimie verte : l'utilisation de dioxyde de carbone à l'état de fluide supercritique comme un solvant « vert », l'utilisation du peroxyde d'hydrogène aqueux pour épurer les oxydations et l'utilisation de l'hydrogène dans les synthèses asymétriques. Un exemple d'application de la chimie verte est une réaction se déroulant dans un milieu humide (aqueux).
La bioingénierie (le génie biologique) est aussi considérée comme une technique prometteuse pour mener à bien les objectifs de la chimie verte. Un nombre important de processus chimiques peuvent être synthétisés dans des organismes (cellules vivantes) ingénieux.

## Principes fondateurs
La chimie verte repose sur douze principes fondateurs :
1. prévention : il vaut mieux produire moins de déchets qu'investir dans l'assainissement ou l'élimination des déchets ;
2. économie d'atomes : les synthèses doivent être conçues dans le but de maximiser l'incorporation des matériaux utilisés au cours du procédé dans le produit final ;
3. lorsque c'est possible, les méthodes de synthèse doivent être conçues pour utiliser et créer des substances faiblement ou non toxiques pour les humains et sans conséquences sur l'environnement ;
4. les produits chimiques doivent être conçus de manière à remplir leur fonction primaire tout en minimisant leur toxicité ;
5. lorsque c'est possible, il faut supprimer l'utilisation de substances auxiliaires (solvants, agents de séparation, etc.) ou utiliser des substances inoffensives. Des méthodes non conventionnelles d'activation peuvent être utilisées : utilisation de l'eau comme solvant, de fluides supercritiques, chauffage par micro-ondes, remplacement par des liquides ioniques, etc. ;
6. les besoins énergétiques des procédés chimiques ont des répercussions sur l'économie et l'environnement dont il faut tenir compte et qu'il faut minimiser. Il faut mettre au point des méthodes de synthèse dans les conditions de température et de pression ambiantes ;
7. lorsque la technologie et les moyens financiers le permettent, les matières premières utilisées doivent être renouvelables plutôt que non renouvelables ;
8. lorsque c'est possible, toute déviation inutile du schéma de synthèse (utilisation d'agents bloquants, protection/déprotection, modification temporaire du procédé physique/chimique) doit être réduite ou éliminée ;
9. les réactifs catalytiques sont plus efficaces que les réactifs stœchiométriques. Il faut favoriser l'utilisation de réactifs catalytiques les plus sélectifs possibles ;
10. les produits chimiques doivent être conçus de façon à pouvoir se dissocier en produits de dégradation non nocifs à la fin de leur durée d'utilisation, cela dans le but d'éviter leur persistance dans l'environnement ;
11. des méthodologies analytiques doivent être élaborées afin de permettre une surveillance et un contrôle en temps réel et en cours de production avant qu'il y ait apparition de substances dangereuses ;
12. les substances et la forme des substances utilisées dans un procédé chimique devraient être choisies de façon à minimiser les risques d'accidents chimiques, incluant les rejets, les explosions et les incendies.

## Chimie bleue

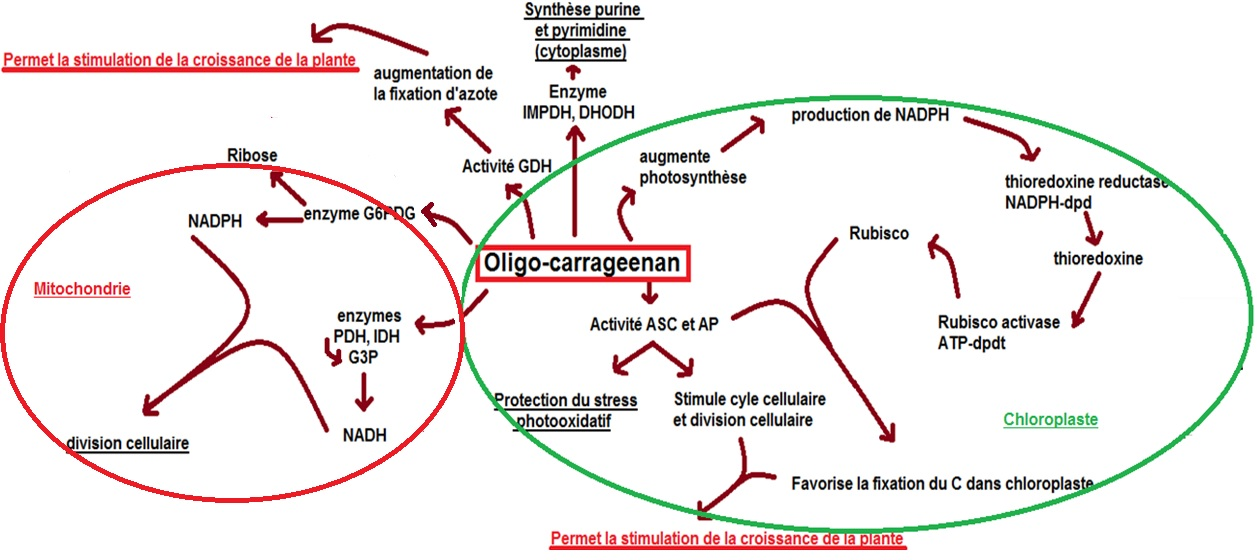
Schéma bilan des effets des oligo-carrageenans sur les voies métaboliques permettant la croissance chez la plante.

La chimie bleue correspond à une catégorie de chimie verte tournée vers les ressources marines.
Les algues présentent un fort potentiel pour la chimie bleue pour leurs applications en agriculture et agroalimentaire. En effet, les algues possèdent une large palette de molécules actives pouvant être utilisées comme engrais ou pesticides.
Des produits sont d'ores et déjà commercialisés et s'inscrivent dans une politique d'agriculture durable, avec un coût énergétique et environnemental plus bas. Ils permettent de limiter l'utilisation d'engrais azoté, de remplacer certains pesticides (fongicides, insecticides, herbicides, parasiticides, etc.). Actuellement[Quand ?] sur le marché, des produits tels que Iodus 40 et Kelpack 66 ont fait leurs preuves[réf. souhaitée].
Des études ont montré les propriétés antibactérienne, antivirale, antifongique, larvicide, insecticide ou encore nématocide, d'extraits d'algues appliqués sur des plants de tomates, de pomme de terre ou encore de tabac. Il a été également démontré l'impact positif des hormones de croissance d'algues sur des cultures traitées, en améliorant le rendement en masse, en photosynthèse des plantes. De plus, le contenu en polysaccharides des algues, et plus spécifiquement, les oligo-carrageenans permettent d'activer et d'améliorer plusieurs voies métaboliques, ce qui entraine un meilleur rendement des récoltes.

## Journaux scientifiques
Liste de journaux scientifiques :
- Green Chemistry ;
- ChemSusChem ;
- Green Chemistry Letters and Reviews ;
- ACS Sustainable Chemistry & Engineering (en).